# Гандбол на летних Олимпийских играх 1936
На летних Олимпийских играх 1936 года соревнования по гандболу проводились только среди мужчин. Это было первым появлением гандбола в программе летних Олимпийских игр.

## Медалисты
|         | Золото | Серебро | Бронза    |
| Мужчины | Германия Карл Кройцберг · Артур Кнаутц · Вилли Бандхольц · Ханс Кайтер · Вильгельм Бринкман · Рудольф Штааль · Фриц Шпенглер · Эрих Херрман · Гюнтер Ортман · Вильгельм Бауман · Фриц Фромм · Хайнц Кёрверс · Вильгельм Мюллер · Георг Дашер · Курт Доссин · Германн Хансен · Эдгар Райнхардт · Ханс Тайлиг · Хельмут Бертольд · Альфред Клинглер · Хельмут Бразенманн · Генрих Каймиг · Тренер: Отто-Гюнтер Каундиня | Австрия | Швейцария |